# كابوكو
کابوکو (بالإنجليزية: Kapuku)‏ في أساطير بولينيزيا سر فن إعادة الموتى إلى الحياة في بولينيزيا.